# Microregione di Porto Alegre
Porto Alegre è una microregione del Rio Grande do Sul in Brasile, appartenente alla mesoregione Metropolitana de Porto Alegre.
È una suddivisione creata puramente per fini statistici, pertanto non è un'entità politica o amministrativa.

## Comuni
È suddivisa in 22 comuni:
- Alvorada
- Araricá
- Cachoeirinha
- Campo Bom
- Canoas
- Eldorado do Sul
- Estância Velha
- Esteio
- Glorinha
- Gravataí
- Guaíba
- Mariana Pimentel
- Nova Hartz
- Nova Santa Rita
- Novo Hamburgo
- Parobé
- Porto Alegre
- São Leopoldo
- Sapiranga
- Sapucaia do Sul
- Sertão Santana
- Viamão